# Basilika San Gaudenzio

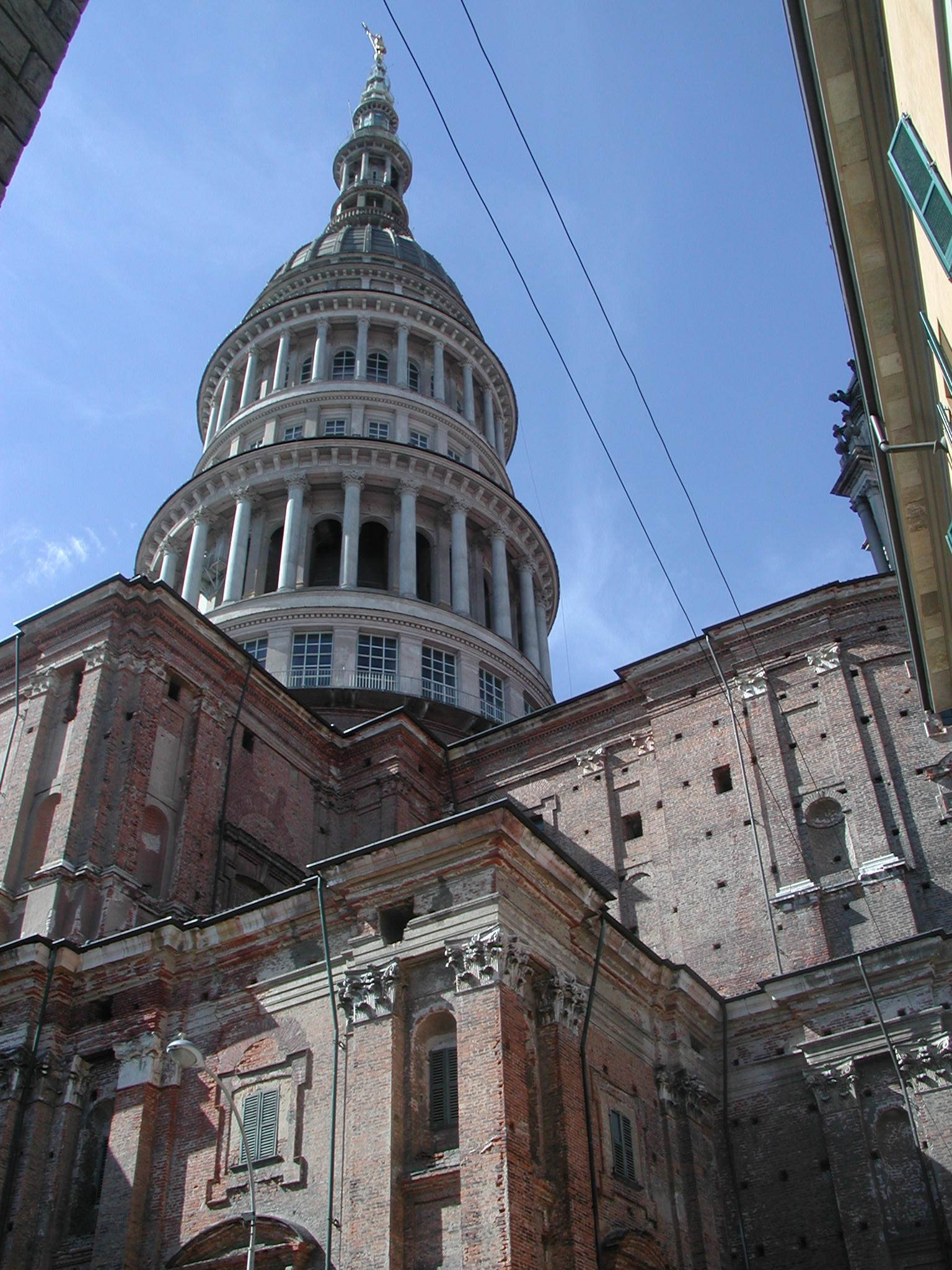
Die Basilika San Gaudenzio

Die Basilika San Gaudenzio ist eine römisch-katholische Kirche im italienischen Novara im Piemont. Sie trägt den Kirchentitel einer Basilica minor.

## Geschichte
Die Kirche wurde zwischen 1577 und 1690 auf dem höchsten Punkt Novaras errichtet. Die Gestaltung der Kirche übernahm Pellegrino Tibaldi. Er sorgte für eine starke Plastizität. Der Eingang der Basilika besitzt monumentale Ausmaße, die Tür aus Nussbaum und Gusseisen ist das Werk Alessandro Antonellis. Der Bildhauer Domenico Pozzi aus Mailand schuf im Jahr 1747 vier Statuen für die Basilika.

## Architektur

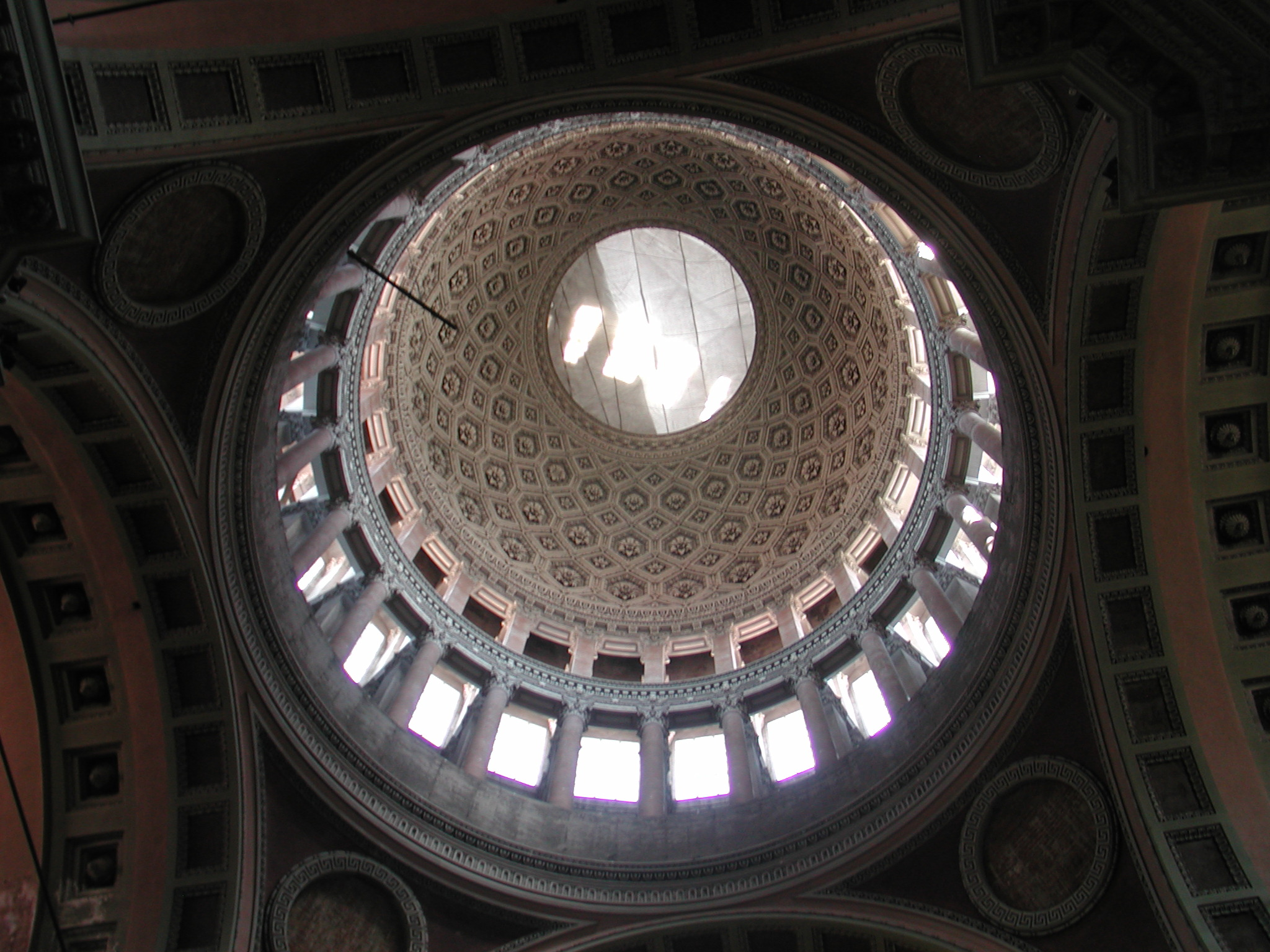
Blick in die Kuppel der Basilika

### Glockenturm
Der Glockenturm ist 92 Meter hoch und wurde zwischen 1753 und 1786 von Benedetto Alfieri errichtet. Er steht auf der linken Seite der Apsis, er wurde aus Backstein und Granit von Baveno gebaut.
Der alte Turm wurde wegen Schäden der Bausubstanz, die durch Schwingungen der Glocke verursacht wurden, abgerissen. Im Jahre 1753 beschloss man den Bau eines neuen Turmes. Die Bauarbeiten wurden 1773 wegen Geldmangels eingestellt. 1786 wurden die Arbeiten am Turm vollständig abgeschlossen. Der Glockenturm beherbergt 8 Glocken in G-Dur. 1987 wurde das Geläut eingestellt, um die Risse zu stoppen.

### Vierungsturm
Die architektonische Besonderheit der Kirche ist der von Alessandro Antonelli entworfene Vierungsturm mit Kuppel und 121 Meter hoher Spitze, das Symbol der Stadt, sichtbar von allen Straßen. Eine Fleischsteuer in der ersten Hälfte des 18. Jahrhunderts sorgte dafür, dass Mittel für den Bau einer Kuppel bereitstanden. Der erste 1841 vorgestellte Entwurf wurde wegen des Sardinisch-Österreichischen Krieges (1848–1849) nicht realisiert. Erst 1878 wurde die Kuppel vollendet.

## Orgel

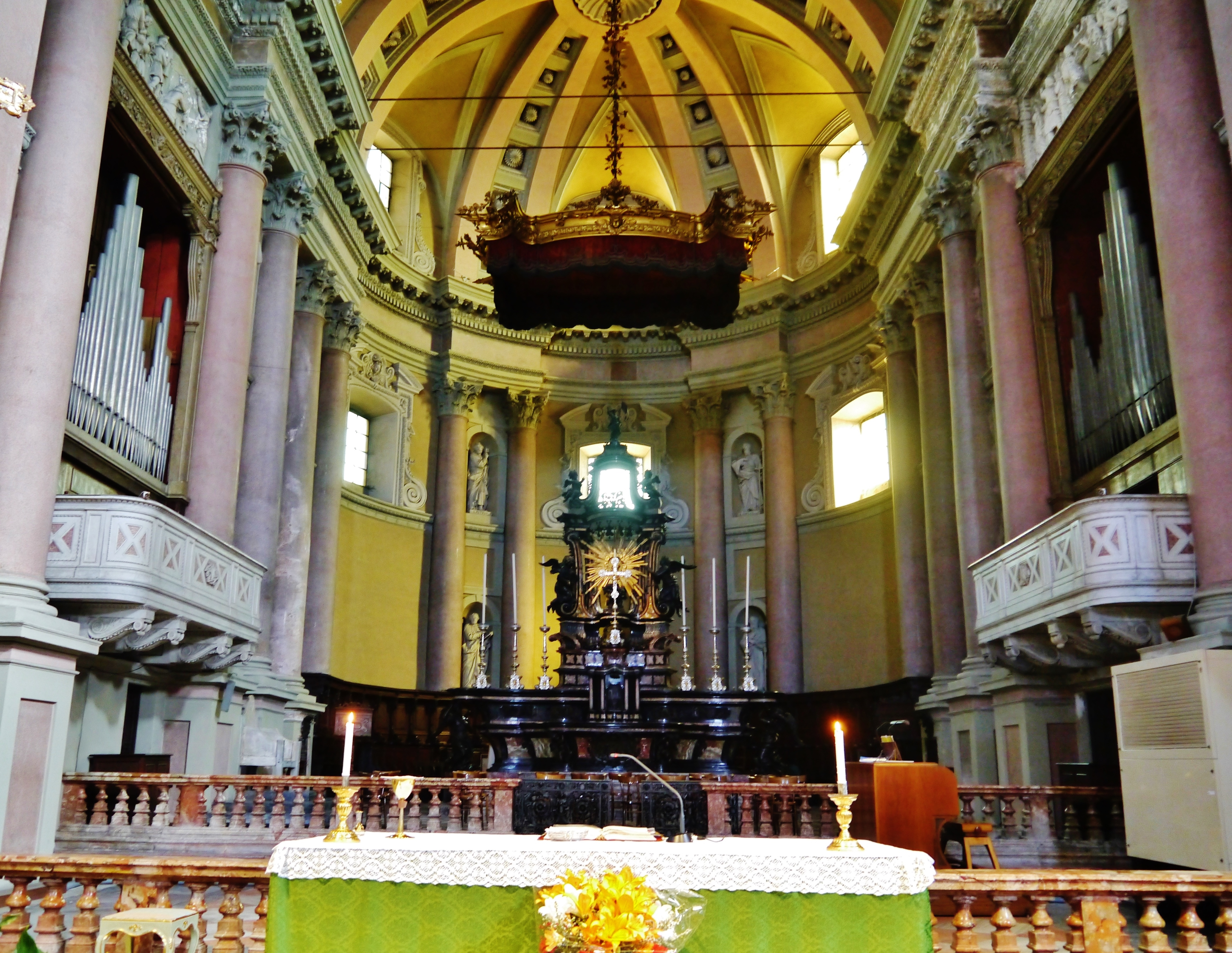
Chor und Orgel

Die Orgel wurde 1949 von dem Orgelbauer Vincenzo Mascioni erbaut. Das Instrument hat 56 Register auf drei Manualwerken und Pedal. Die Trakturen sind elektrisch.
| I Positivo C–c4 |    |
| Principale      | 8′ |
| Flauto          | 8′ |
| Viola           | 8′ |
| Ottava          | 4′ |
| Flauto          | 4′ |
| Decima quinta   | 2′ |
| Ripieno IV      |    |
| Sesquialtera    |    |
| Cornetto        |    |
| Clarinetto      | 8′ |

| II Grand’Organo C–c4 |       |
| Principale           | 16′   |
| Principale I         | 8′    |
| Principale II        | 8′    |
| Flauto traverso      | 8′    |
| Dulciana             | 8′    |
| Flauto a camino      | 8′    |
| Ottava               | 4′    |
| Flauto               | 4′    |
| Duodecima            | 2 ⁄3′ |
| Decimaquinta         | 2′    |
| Ripieno grave III    |       |
| Ripieno acuto IV     |       |
| Voce umana           | 8′    |
| Tromba               | 8′    |
| Campane              |       |

| III Espressivo C–c4 |     |
| Bordone             | 16′ |
| Eufonio             | 8′  |
| Principale          | 8′  |
| Flauto              | 8′  |
| Quintadena          | 8′  |
| Viola da gamba      | 8′  |
| Salicionale         | 8′  |
| Ottava              | 4′  |
| Flagioletto         | 4′  |
| Silvestre           | 2′  |
| Ripieno III         |     |
| Voce celeste        | 8′  |
| Coro viole III      |     |
| Tromba armonica     | 8′  |
| Oboe                | 8′  |
| Voce corale         | 8′  |

| Pedal C–g1   |        |
| Acustico     | 32′    |
| Contrabbasso | 16′    |
| Principale   | 16′    |
| Subbasso     | 16′    |
| Bordone      | 16′    |
| Basso        | 8′     |
| Bordone      | 8′     |
| Principale   | 8′     |
| Cello        | 8′     |
| Quinta       | 5 1⁄3′ |
| Ottava       | 4′     |
| Ripieno VI   |        |
| Bombarda     | 16′    |
| Tromba       | 8′     |
| Tromba       | 4′     |
| Campane      |        |